# Hawkeye (serie de televisión)
Hawkeye (titulada Ojo de Halcón en España) es una miniserie de televisión estadounidense creada por Jonathan Igla para el servicio de streaming, Disney+, basada en Marvel Comics, con los personajes Clint Barton / Ojo de Halcón y Kate Bishop / Ojo de Halcón. Es la quinta serie de televisión del Universo cinematográfico de Marvel (MCU) producida por Marvel Studios, compartiendo continuidad con las películas de la franquicia, y teniendo lugar después de los eventos de la película Avengers: Endgame (2019). Ve a Clint Barton mientras se asocia con Kate Bishop para enfrentarse a enemigos de su pasado y estar con su familia a tiempo para Navidad. Igla se desempeña como escritor principal con Rhys Thomas a la cabeza del equipo de dirección.
Jeremy Renner repite su papel de Clint Barton de las serie de películas, con Hailee Steinfeld uniéndose a él como Kate Bishop. Tony Dalton, Fra Fee, Brian d'Arcy James, Aleks Paunovic, Piotr Adamczyk, Linda Cardellini, Simon Callow, Vera Farmiga, Alaqua Cox, Zahn McClarnon, Florence Pugh, y Vincent D'Onofrio también protagonizan. Marvel Studios estaba desarrollando una serie limitada para Disney+ centrada en Ojo de Halcón para abril de 2019, con Renner regresando. La serie se anunció oficialmente que julio e Igla se unieron en septiembre, con Steinfeld uniéndose extraoficialmente en ese momento. Thomas y Bert & Bertie se unieron como directores en julio de 2020 y el rodaje comenzó en la ciudad de Nueva York en diciembre. Steinfeld y otros miembros del elenco fueron confirmados y el rodaje concluyó a fines de abril de 2021, con rodajes adicionales en Atlanta, Georgia. El cómic Hawkeye de Matt Fraction y David Aja sirvió como una gran influencia en la serie.
Hawkeye estrenó con sus primeros dos episodios el 24 de noviembre de 2021 y duró seis episodios, concluyendo el 22 de diciembre. Forma parte de la Fase Cuatro del UCM. La serie recibió críticas positivas, y los críticos destacaron las secuencias de acción y la química entre Renner y Steinfeld. Una serie derivada, Echo, centrada en el personaje de Cox, Maya Lopez / Echo, se estrenó el 9 de enero de 2024 como parte de la Fase Cinco.

## Premisa
Un año después de los eventos de Avengers: Endgame (2019), Clint Barton debe trabajar junto con la joven Kate Bishop para enfrentarse a los enemigos de su tiempo pasado como Ronin para poder volver con su familia a tiempo para Navidad.

## Reparto
- Jeremy Renner como Clint Barton / Hawkeye:
Un maestro arquero, Vengador y exagente de S.H.I.E.L.D.[5] La serie explora aún más el tiempo del personaje como Ronin, como se muestra por primera vez en Avengers: Endgame (2019).[6] Renner dijo que conocer a Kate Bishop trae "una avalancha de problemas" a la vida de Barton,[7] ya que Barton no comprende su obsesión por él.[8] El director Rhys Thomas sintió que Barton tenía una convincente "fuerza de carácter" que existe "escondida debajo de una superficie imperfecta y compleja".[9]
- Hailee Steinfeld como Kate Bishop:
Una arquera talentosa de 22 años y fanática de Hawkeye que es la protegida de Barton, y está siendo entrenada para hacerse cargo del manto de Hawkeye.[7][10] Bishop idolatra a Barton porque se da cuenta de que algún día podría entrenarse para ser como él.[9] Ella llama la atención de Barton haciéndose pasar por Ronin.[11] Steinfeld llamó a Bishop «una ruda», así como «inteligente [...] ingeniosa y rápida», y agregó que sus habilidades físicas están «por las nubes»,[12] mientras que Renner dijo que tiene "una manera maravillosamente molesta e igualmente encantadora sobre ella".[7] El director Bert describió a Bishop como "llena de energía de novata; es luchadora y de voluntad fuerte con un profundo deseo de probarse a sí misma" y "una confianza refrescante",[9] como así como el "contrapunto de comedia" de "hombre recto" de Barton.[9] Steinfeld aprendió tiro con arco porque Bishop es "autodidacta" y sintió que es un aspecto importante de su carácter, ya que idolatra a Barton.[13] Clara Stack interpreta a una joven Kate Bishop.[14]
- Tony Dalton como Jack Duquesne:
El nuevo prometido de Eleanor y sobrino de Armand.[15] El personaje no sirve como mentor de Barton en la serie como lo hace en los cómics[16] Dalton creía que su reputación de representar papeles antagónicos ayudaba a ocultar el giro de la naturaleza no antagónica de su personaje.[17]
- Fra Fee como Kazimierz "Kazi" Kazimierczak:
Un mercenario de los Tracksuit Mafia.[nota 2][18][19] Fee describió que Kazi tenía un "profundo sentido de lealtad" hacia los Tracksuits, pero también cierta frustración por no tener una posición más alta en la pandilla. Aprendió el lenguaje de señas estadounidense para el papel.[20] Phoenix Crepin interpreta a un joven Kazi.[21]
- Brian d'Arcy James como Derek Bishop: Padre fallecido de Kate.[22]
- Aleks Paunovic como Ivan: Un ejecutor de los Tracksuits.[nota 2][23]
- Piotr Adamczyk como Thomas: Un ejecutor de los Tracksuits.[nota 2][23]
- Linda Cardellini como Laura Barton: Esposa de Clint y exagente de S.H.I.E.L.D.[24]
- Simon Callow como Armand Duquesne III: Tío de Jack, que es asesinado en el primer episodio.[15]
- Vera Farmiga como Eleanor Bishop: Madre de Kate y directora ejecutiva de Bishop Security.[22]
- Alaqua Cox como Maya Lopez: La comandante sorda de los Tracksuits.[nota 2][25][26] Darnell Besaw interpreta a una joven Maya López.[27]
- Zahn McClarnon como William Lopez: Padre fallecido de Maya y un ex comandante de los Tracksuits.[nota 2][25][27]
- Florence Pugh como Yelena Belova / Black Widow:
Una espía y asesina altamente entrenada que está persiguiendo a Barton por su supuesto papel en la muerte de su hermana, Natasha Romanoff.[25][28] Pugh dijo que Belova continúa "en lo que ella es buena y, a pesar de que su hermana no está allí, ha vuelto a trabajar", aunque su misión de cazar a Barton "plantea un desafío completamente diferente".[28]
- Vincent D'Onofrio como Wilson Fisk / Kingpin:
Un jefe criminal de Nueva York con el que Eleanor tiene conexiones. D'Onofrio repite su papel de la serie de Netflix de Marvel Television, Daredevil (2015–2018).[29] Sobre la interpretación de Kingpin en la serie, las directoras Bert & Bertie dijeron que querían tener en cuenta la presencia del personaje que se estableció en Daredevil.[30] D'Onofrio consideró el papel como una continuación de su interpretación en Daredevil, con una diferencia en la fuerza física, pero aún operando "a través del dolor de su infancia". Interpretó al personaje considerando que Fisk había recuperado el poder después de perder estatus social durante el Blip.[31] Añadió que la representación "se hizo con el objetivo de conectar tantos puntos de Daredevil a Hawkeye como fuera posible", pero reconoció que algunos aspectos, como su fuerza física mejorada, no podían conectarse de nuevo.[32]

Los recurrentes en la serie son Carlos Navarro como Enrique, un ejecutor de los Tracksuits, Ben Sakamoto, Ava Russo y Cade Woodward repiten sus respectivos papeles como los hijos de Barton, Cooper, Lila y Nathaniel de películas anteriores del UCM, y Jolt, un golden retriever, interpreta a Lucky el Perro Pizzero, el perro adoptado de Kate; Clayton English, Adetinpo Thomas, Robert Walker-Branchaud y Adelle Drahos como Grills, Wendy, Orville, y Missy, respectivamente, LARPers de Nueva York que se hacen amigos y ayudan a Barton y Bishop; e Ivan Mbakop como el joven detective Caudle de la policía de Nueva York y nuevo aliado en el NYD de Kate Bishop.
También aparecen Jonathan Bergman como Armand VII, el nieto de Armand III, y Franco Castan como el detective Rivera, miembro de la policía de Nueva York y sociolaboral de Caudle. El ficticio Steve Rogers / Capitán América del musical dentro de la serie, Rogers: The Musical, ve a actores de teatro interpretar a Thor (Jason Scott McDonald), Loki (Jordan Chin), Rogers (Tom Feeney), Bruce Banner / Hulk (Harris Turner), Barton (Avery Gillham), Romanoff (Meghan Manning), Tony Stark / Iron Man (Aaron Nedrick), Scott Lang / Ant-Man (Nico DeJesus), y guerreros Chitauri. Adam Pascal hace cameo como Ciudadano Principal en el musical. El presentador de noticias Pat Kiernan aparece como él mismo.

## Episodios
| N.º | Título                                                                               | Dirigido por  | Escrito por                   | Fecha de lanzamiento original |
| --- | ------------------------------------------------------------------------------------ | ------------- | ----------------------------- | ----------------------------- |
| 1 | «Never Meet Your Heroes» «Nunca conozcas a tus héroes / Jamás conozcas a tus héroes» | Rhys Thomas   | Jonathan Igla                 | 24 de noviembre de 2021       |
| En 2012, durante la Batalla de Nueva York, una joven Kate Bishop presencia a Clint Barton luchando contra los Chitauri y aspira a convertirse en una heroína como él después de que sin darse cuenta le salva la vida. En la actualidad, Barton pasa tiempo con sus hijos en Nueva York por Navidad. Bishop asiste a una subasta benéfica de gala con su madre Eleanor y se entera de que está comprometida con Jack Dusquene. Debajo de la gala, se topa con una subasta del mercado negro con artículos recuperados del Complejo de los Vengadores, y encuentra a Dusquene y su tío Armand III entre los asistentes. La subasta es interrumpida por una mafia conocida como los Tracksuit Mafia, que intentan recuperar un reloj entre los objetos. Mientras Duquesne roba la espada Ronin de Barton, Bishop recupera el traje Ronin de Barton y derrota a los miembros de la mafia mientras lo usa. Después de rescatar a un perro callejero al que más tarde llama "Lucky el Perro Pizzero", escapa a su apartamento antes de localizar a Armand para investigar más a fondo, pero descubre que Armand ha sido asesinado en su casa y está acorralado por los Tracksuit Mafia después de huir de la escena del crimen. Barton, quién vio un informe de noticias sobre el regreso de Ronin, rescata a Bishop de los gánsteres.                         |                                                                                      |               |                               |                               |
| 2 | «Hide and Seek» «Escondidas / El escondite»                                          | Rhys Thomas   | Elisa Climent                 | 24 de noviembre de 2021       |
| Bishop lleva a Barton de regreso a su apartamento, pero son atacados por los Tracksuit Mafia y obligados a evacuar, dejando atrás el traje de Ronin. Después de reubicarse al apartamento de la tía de Bishop, que está de vacaciones, Barton envía a sus hijos de regreso a casa, prometiendo reunirse con ellos el día de Navidad. Acompaña a Bishop a su lugar de trabajo y luego recupera el traje Ronin de Grills, miembro del Departamento de Bomberos de la Ciudad de Nueva York, en un evento de Rol en vivo. Más tarde, Bishop no logra convencer a Eleanor de la participación de Duquesne en la muerte de Armand. Después de desafiar a Duquesne a un duelo de esgrima, intenta contactar con Barton, sin saber que él se ha dejado capturar por la los Tracksuit Mafia. Ella rastrea la ubicación de Barton, pero termina siendo capturada y la pandilla informa a su jefa, Maya López, de lo sucedido. |                                                                                      |               |                               |                               |
| 3 | «Echoes» «Ecos»                                                                      | Bert & Bertie | Katie Mathewson & Tanner Bean | 1 de diciembre de 2021        |
| López interroga a Barton y Bishop sobre Ronin, quien mató a su padre años antes. Barton logra liberarse y defenderse de los Tracksuit Mafia, aunque López rompe su audífono en el proceso. Después de que Bishop es liberada, el par escapa usando las flechas trucadas de Barton y consiguen que le arreglen el audífono. Mientras se muda a otro lugar, el lugarteniente de López, Kazi, le aconseja que no se meta en problemas con su "tío". Con la intención de aprender más sobre los Tracksuit Mafia y sobre Duquesne, Bishop convence a Barton para que se infiltre en el ático de Eleanor y use la cuenta de su empresa para acceder a la base de datos criminal de Bishop Security. Sin embargo, Bishop queda fuera del sistema mientras intenta burlar la seguridad mientras Barton se encuentra con Duquesne, quien lo amenaza con la espada de Ronin. |                                                                                      |               |                               |                               |
| 4 | «Partners, Am I Right?» «Somos compañeros, ¿verdad? / Compañeros, ¿no?»              | Bert & Bertie | Heather Quinn & Erin Cancino  | 8 de diciembre de 2021        |
| Barton calma la situación después de que Eleanor y Duquesne lo reconocen como un Vengador. Eleanor le pide que mantenga a Bishop fuera de su investigación y luego contacta a una persona desconocida para informarle de la situación. Con la ayuda de su esposa Laura, Barton recupera en secreto su espada y descubre que Duquesne es el director ejecutivo de Sloan Limited, una corporación fantasma que lava dinero para los Tracksuit Mafia, mientras Bishop deduce que Barton era Ronin. Barton localiza a Kazi y le pide que convenza a López de su venganza contra Ronin mientras Bishop recluta a un grupo de LARPers para recuperar las flechas trucadas de Barton. Luego, Laura le informa a Barton que el reloj que robó los Tracksuit Mafia envía señales de seguimiento desde un edificio de apartamentos. Barton y Bishop van a recuperarlo, pero lo encuentran en el apartamento de López, donde ella también guarda notas sobre Barton y su familia. López ataca a Bishop mientras Barton es emboscado por un asesino enmascarado. Se produce una pelea entre los cuatro combatientes, con Bishop hiriendo a López, obligándola a retirarse, mientras Barton desenmascara a su agresor, Yelena Belova, quien también escapa. Barton decide que no puede seguir poniendo a Bishop en peligro y rompe su asociación.                      |                                                                                      |               |                               |                               |
| 5 | «Ronin»                                                                              | Bert & Bertie | Jenna Noel Frazier            | 15 de diciembre de 2021       |
| En 2018, Belova y su compañera Viuda Negra, Sonya, que han estado ayudando a las Viuda Negras desprogramadas, se reúnen con otra ex Viuda, Ana, y Belova se convierte en víctima de el Blip. En el presente, Bishop regresa a la casa de Eleanor y le cuenta sobre la corporación fantasma de Duquesne, lo que lleva a Eleanor a llamar al Departamento de Policía de Nueva York y arrestarlo. Bishop regresa a su apartamento, donde encuentra a Belova esperándola antes de que esta última revele su pasado y su misión de matar a Barton. Mientras tanto, después de recuperarse en el apartamento de Grills, Barton se pone el traje de Ronin y se enfrenta a López en el taller de automóviles donde mató a su padre. Durante la pelea, él se desenmascara e intenta convencerla de que deje de lado su venganza y deje en paz a su familia. Él revela que un informante que trabajaba para el jefe de López quería que su padre muriera, pero López inicialmente no le cree. Bishop llega para ayudar a Barton a escapar, mientras López sospecha de Kazi, quien estuvo ausente la noche de la muerte de su padre. Al día siguiente, Belova le envía un mensaje de texto a Bishop, revelando que Eleanor la contrató para matar a Barton y que Eleanor está trabajando con el "tío" de López, Wilson Fisk, a quien Barton identifica como Kingpin. |                                                                                      |               |                               |                               |
| 6 | «So This Is Christmas?» «¿Llegó la Navidad? / ¿Conque es Navidad?»                   | Rhys Thomas   | Jonathan Igla & Elisa Climent | 22 de diciembre de 2021       |
| Mientras Eleanor se reúne con Fisk para romper su asociación, Barton y Bishop ven una grabación de ellos y descubren que Eleanor mató a Armand e incriminó a Duquesne. En Nochebuena, Barton y Bishop asisten a la fiesta de Eleanor, donde Bishop confronta a su madre y descubre que su padre le debía dinero a Fisk, lo que lleva a Eleanor a trabajar con él. Kazi intenta asesinar a Eleanor por orden de Fisk, pero en su lugar apunta a Barton. Barton solicita ayuda a Grills, los jugadores de roles y Duquesne para evacuar el grupo antes de reunirse con Bishop para derrotar a los Tracksuit Mafia. Después de que López incapacita a Kazi, Bishop intenta buscar a Eleanor mientras Barton se enfrenta a Belova, quien exige la verdad de la muerte de Natasha Romanoff. Pelean, pero él le recuerda su amistad con Romanoff y su sacrificio para salvar el universo entero. Belova lo perdona y se va. Fisk intenta evitar que Eleanor escape, pero Bishop llega y lo incapacita con las flechas trucadas de Barton. Posteriormente, Eleanor es arrestada por la policía por el asesinato de Armand. Fisk escapa, pero López lo confronta cuando se escucha un disparo. Al día siguiente, Barton regresa con su familia junto con Bishop y Lucky, le devuelve el reloj a Laura y quema el traje de Ronin.                                  |                                                                                      |               |                               |                               |

## Producción

### Desarrollo
En septiembre de 2018, Marvel Studios anunció que estaba desarrollando varias series limitadas para el servicio de streaming de su empresa matriz Disney, Disney+, que se centrarían en personajes de «segundo nivel» de las películas del Universo cinematográfico de Marvel (UCM) ya que no lo habían hecho y era poco probable que protagonizarán sus propias películas. Para abril de 2019, había comenzado el desarrollo de la serie protagonizada por Jeremy Renner interpretando a su personaje del UCM, Clint Barton / Hawkeye. Se esperaba que la trama siguiera a Barton mientras le transfiere el manto de Hawkeye a Kate Bishop. Feige produciría la serie limitada, que duraría de seis a ocho episodios. Renner había firmado originalmente para protagonizar un largometraje independiente centrado en su personaje, pero aceptó protagonizar una serie en su lugar después de que Feige decidiera volver a desarrollar el proyecto para Disney+. La productora ejecutiva Trinh Tran agregó que cambiar a una serie de una película le permitió a Marvel "la flexibilidad creativa" de tener seis horas para explorar más a fondo la historia de fondo de Barton, presentar a Bishop y "darles suficiente tiempo para unirse y crear esa dinámica especial que todo el mundo encuentra tan atractiva en los cómics" en lugar de dos horas dentro de una película. Feige anunció oficialmente Hawkeye en la Convención Internacional de Cómics de San Diego en julio.
En septiembre de 2019, se reveló que Jonathan Igla se desempeñaría como el escritor principal de la serie. Aunque Amy Berg también había sido candidata a escritora principal. En julio de 2020, Rhys Thomas fue contratado para dirigir un bloque de episodios de la serie y para servir como productor ejecutivo, con el dúo de cineastas Bert & Bertie contratado para dirigir otro bloque. Borys Kit de The Hollywood Reporter sintió que la contratación de estos directores indicaba que la serie podría tener un «tono alegre», dado el trabajo anterior de cada uno. Brad Winderbaum, Victoria Alonso, y Louis D'Esposito también se desempeñan como productores ejecutivos. La serie consta de seis episodios. Los presupuestos para cada episodio ascendían a los 25 millones de dólares.

### Guion

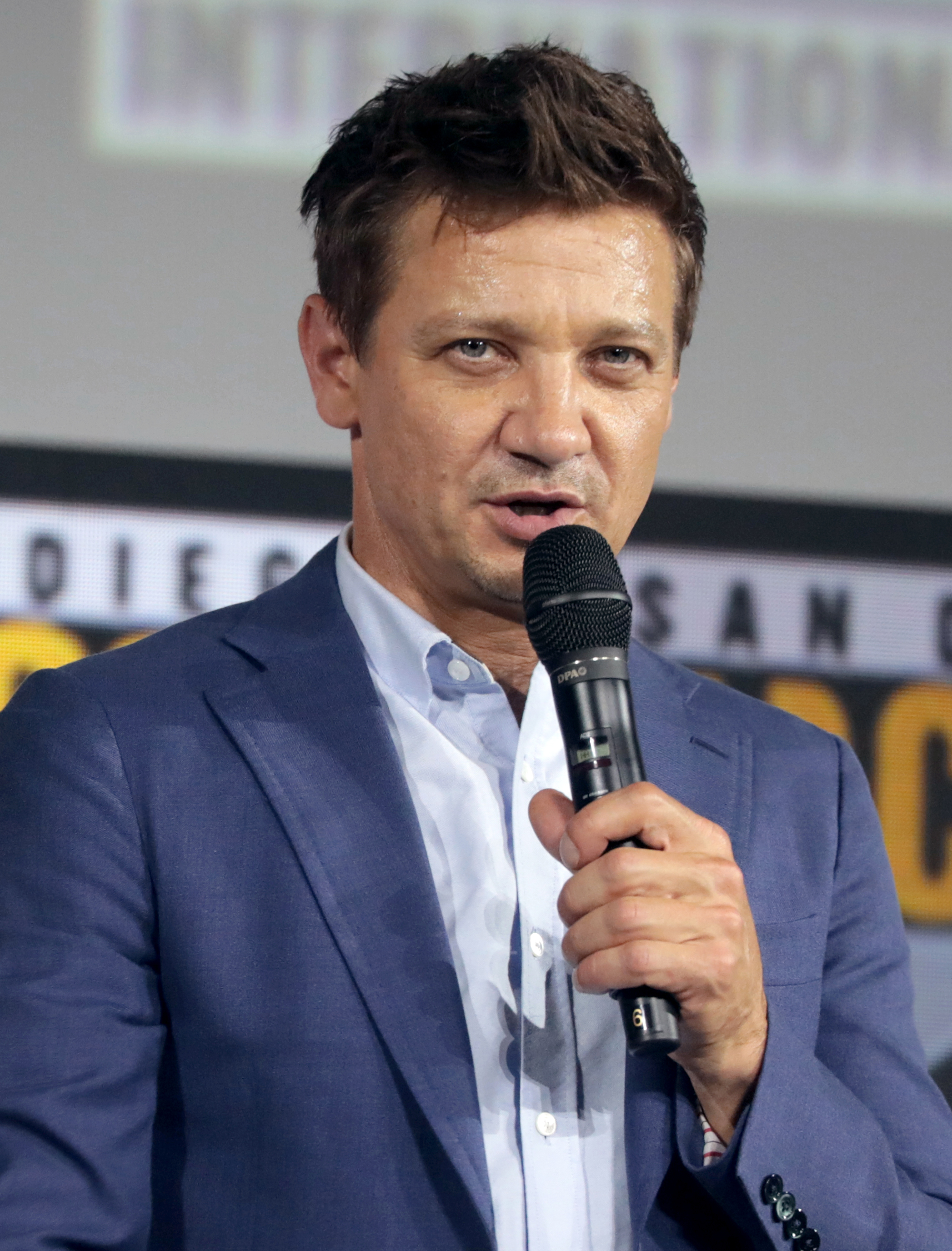
Renner promocionando la serie en la Convención Internacional de Cómics de San Diego de 2019.

Elisa Climent, Katie Mathewson, Tanner Bean, Erin Cancino, Heather Quinn y Jenna Noel Frazier se desempeñan como escritores de la serie. Quinn se desempeñó como directora establecer escritor durante el rodaje. Al anunciar oficialmente la serie, Feige y Renner dijeron que la serie seguiría a Barton mientras le enseña a Bishop a ser una «superhéroe sin superpoderes», y que exploraría más el tiempo de Barton como el vigilante Ronin que se mostró por primera vez en Avengers: Endgame (2019). En octubre de 2019, la productora ejecutiva Trinh Tran dijo que la serie exploraría el pasado de Barton, y confirmó que el manto de Hawkeye pasaría a Bishop. Igla esperaba que la serie mostrara un lado más humorístico del personaje mientras exploraba más a fondo su papel de mentor de apariciones anteriores. Hawkeye está influenciada por los cómics de Matt Fraction con el personaje de los cómics. y adapta elementos como Lucky the Pizza Dog, un golden retriever quien es el compañero de Barton y Bishop, los Tracksuit Mafia; y la pérdida auditiva de Barton. Igla se declaró fan de ese título, que leyó mientras trabajaba en Mad Men, por su enfoque a la hora de contar lo que hace un superhéroe en sus días libres, así como por su carácter "reconfortante y relajante" comparó con las películas navideñas del Hallmark Channel. La influencia también se vio en cómo Barton tiene una "alegría" que no se vio en sus apariciones pasadas, y el deseo de resaltar el "vínculo y la asociación" entre él y Bishop, a pesar de que la versión del personaje de Renner es diferente de la versión de los cómics, incluidas las bromas que tienen los dos en el cómic de Fraction. Feige estaba emocionado de explorar la versión MCU de Barton adaptada al tono del cómic de Fraction y explorar "¿Cómo sería si lo empujaran a ese nivel de la calle, el reino de la ciudad de Nueva York?". Fraction se desempeñó como consultor de la serie y había planeado hacer un cameo como miembro de los Tracksuits, pero no pudo debido a la pandemia de COVID-19.
Hawkeye se desarrolla en la ciudad de Nueva York alrededor de la temporada navideña después de los eventos de Avengers: Endgame en 2024, y Tran citando que muchos, pero no todos, los ciudadanos de Nueva York se han "recuperado y continuado prosperando" después del Blip. Renner describió la serie como ambientada en el UCM "actual", mientras que ocurría en el transcurso de aproximadamente una semana. Thomas señaló que se había discutido durante el desarrollo establecer la serie dos años después de Endgame en 2025. Hablando más sobre el escenario de las fiestas, Tran dijo que "tenía sentido" que la historia de Barton se desarrollara durante ese tiempo, ya que tiene a su familia y se concentraría en tratar de pasar la Navidad con ellos después de perderlos durante el Blip, y el "espíritu navideño" proporcionaría una "atmósfera y entorno diferente" que contrastaría con la conducta seria de Barton. Feige defendió el entorno navideño y solicitó inclinarse más hacia las vacaciones ya que, según Tran, sintió que se trataba "de la festividad de la temporada navideña y pasar tiempo con la familia". Tran agregó que el escenario navideño se convirtió en "una especie de personaje en sí mismo" para Hawkeye.

### Casting
Con el anuncio oficial de la serie en julio de 2019, se confirmó que Renner protagonizaría la serie como Barton. A principios de septiembre de 2019, a Hailee Steinfeld se le había ofrecido el papel de Kate Bishop, pero aún no había firmado contrato con la serie. Variety informó que una de las razones de esto fue una cláusula de no competencia en su contrato con Apple TV+ para protagonizar la serie Dickinson, algo que Variety sintió que Steinfeld podría negociar, ya que la producción no se había contactado con otras actrices para el papel de Bishop. Cuando se le preguntó acerca de su participación en la serie poco después, Steinfeld dijo que «no es algo que necesariamente esté sucediendo». Steinfeld fue confirmada como Bishop en diciembre de 2020. Tran señaló que Marvel Studios "no podía hablar sobre su participación" antes de que la anunciaron para el papel, y agregó que Steinfeld nunca estuvo fuera de discusión y Marvel solo estaba "tratando de averiguar cómo podemos llevar a cabo la serie" entre los informes iniciales y el inicio del rodaje para que se estrenara durante la temporada navideña de 2021.
Los miembros adicionales del reparto también anunciados en diciembre de 2020 fueron Vera Farmiga como Eleanor Bishop, Florence Pugh como Yelena Belova / Black Widow, Fra Fee como Kazi, Tony Dalton como Jack Duquesne, Alaqua Cox como Maya Lopez / Echo, Zahn McClarnon como William Lopez, y Brian d'Arcy James como Derek Bishop. Pugh repite su papel de la película Black Widow (2021), que tiene una escena poscréditos en la que Belova es encomendada por Valentina Allegra de Fontaine para cazar a Barton por su rol en la muerte de su hermana Natasha Romanoff. Belova de Pugh se incluyó en la serie después de que Igla la sugiriera como el "lugar adecuado para su próximo capítulo", y los directores de la serie asistieron a una proyección temprana de Black Widow para comprender mejor a Belova. Devin Grayson y J. G. Jones, quienes cocrearon a Belova, esperaban recibir $2,000 por episodio por su aparición en la serie debido a un acuerdo de 2007 con Marvel Comics, pero finalmente recibió $300 por episodio debido a una provisión en el contrato que permitió a Marvel reducir los pagos de los creadores. Dalton fue elegido después de que Tran quedara impresionado con su actuación en la serie Better Call Saul. El mismo mes, las fotos del set revelaron que Ben Sakamoto, Ava Russo y Cade Woodward repetirían sus respectivos papeles como los hijos de Barton, Cooper, Lila y Nathaniel de películas anteriores del UCM en la serie. Se reveló que Linda Cardellini estaba retomando su papel como la esposa de Barton, Laura, en octubre de 2021. Aleks Paunovic y Piotr Adamczyk también forman parte del elenco de la serie como Ivan y Tomas, respectivamente, miembros de los Tracksuit Mafia, junto con Simon Callow como Armand Duquesne III, y Vincent D'Onofrio como Wilson Fisk / Kingpin repitiendo su papel de la serie de Netflix de Marvel Television, Daredevil (2015–2018). Feige sugirió la idea de incluir a Kingpin en la serie cuando los productores realizaron una reunión virtual en la que discutieron la identidad del villano principal de la serie; quería incluir al personaje debido a sus conexiones con el inframundo de Nueva York en los cómics.

### Diseño
La secuencia del título principal de la serie fue diseñada por Perception. Marvel Studios solicitó que el primer episodio presentara una secuencia del título de apertura para narrar la historia de Bishop a lo largo de los años, entre sus apariciones antes y después de los títulos principales, mientras que los otros cinco episodios presentaban secuencias de títulos principales. Perception utilizó siluetas monocromáticas para representar diferentes personajes y elementos, y rindió homenaje a las ilustraciones del cómic, Hawkeye de David Aja.

### Rodaje
El rodaje comenzó a principios de diciembre de 2020 en la Ciudad de Nueva York, con la dirección de Rhys Thomas y Bert & Bertie, con Eric Steelberg y James Whitaker como directores de fotografía. La serie fue filmada bajo el título provisional Anchor Point. Dicha filmación tuvo lugar en el Centro de Brooklyn, incluida la estación de metro Hoyt-Schermerhorn Streets, y en Manhattan en Washington Square Park, Midtown, Hell's Kitchen, East Village, y el Lotte New York Palace Hotel. Las fotos del set también indicaron que la serie ocurriría durante la temporada navideña y presentaría una fiesta navideña. La filmación adicional tuvo lugar en los estudios Trilith y Tyler Perry Studios en Atlanta, Georgia. El 22 de febrero de 2021, el rodaje comenzó en el centro de Canton, Georgia durante una semana, incluyendo en el Jones Building, continuando en el área entre el 4 y el 5 de marzo. El rodaje concluyó el 21 de abril de 2021. Las regrabaciones se produjeron en Toronto, Canadá, del 7 al 9 de septiembre.

### Posproducción
Terel Gibson, Rosanne Tan y Tim Roche se desempeñan como editores. Los efectos visuales fueron creados por Industrial Light & Magic, Luma Pictures, Mr. X, Rise, Rising Sun Pictures y Weta Digital.

### Música
Se reveló que Christophe Beck estaba componiendo la partitura de la serie en septiembre de 2021, después de haberlo hecho anteriormente para Ant-Man (2015), Ant-Man and the Wasp (2018) y WandaVision (2021). A él se unió su colaborador frecuente Michael Paraskevas como cocompositor.. La partitura se grabó en el Synchron Stage Vienna.
Los episodios «Never Meet Your Heroes» y «So This Is Christmas?» presentan un número musical para el musical ficticio de Broadway, Rogers: The Musical, titulado «Save the City», centrado en la Batalla de Nueva York y escrito por Marc Shaiman y Scott Wittman. Fue lanzado como sencillo el 24 de noviembre. y está incluido en el Vol. 2 de la banda sonora de la serie. La banda sonora de los tres primeros episodios se lanzaron el 10 de diciembre, mientras que la banda sonora de los últimos tres episodios de Beck se lanzó el 22 de diciembre.
| Hawkeye: Vol. 1 (Episodes 1–3) [Original Soundtrack] |                                                  |          |  |
| N.º                                                  | Título                                           | Duración |  |
| 1.                                                   | «Hawkeye's Theme»                                | 1:48     |  |
| 2.                                                   | «Clock Tower Mishap»                             | 1:56     |  |
| 3.                                                   | «Battle of New York»                             | 3:49     |  |
| 4.                                                   | «Carol of the Buy & Sells»                       | 3:17     |  |
| 5.                                                   | «Ronin»                                          | 1:52     |  |
| 6.                                                   | «Sincerity»                                      | 1:28     |  |
| 7.                                                   | «Action at the Auction»                          | 3:59     |  |
| 8.                                                   | «2012»                                           | 2:50     |  |
| 9.                                                   | «In Like Clint»                                  | 2:06     |  |
| 10.                                                  | «Molotov Mazeltov»                               | 2:01     |  |
| 11.                                                  | «Discovery»                                      | 2:59     |  |
| 12.                                                  | «Bows of Holly»                                  | 0:52     |  |
| 13.                                                  | «LARP in the Park»                               | 2:32     |  |
| 14.                                                  | «Mistletoe to Toe»                               | 2:42     |  |
| 15.                                                  | «It's Beginning to Look a Lot Like Clint's Mess» | 2:47     |  |
| 16.                                                  | «Maya's Theme»                                   | 4:10     |  |
| 17.                                                  | «Sorry Santa»                                    | 3:36     |  |
| 18.                                                  | «Do You Hear What I Fear?»                       | 2:13     |  |
| 19.                                                  | «Little Dragon»                                  | 1:46     |  |
| 20.                                                  | «Fighting Over Toys»                             | 3:20     |  |

Toda la música compuesta por Christophe Beck & Michael Paraskevas, excepto donde se indique. 
| Hawkeye: Vol. 2 (Episodes 4–6) [Original Soundtrack] | |          |  |
| N.º                                                  | Título | Duración |  |
| 1.                                                   | «Dustup on a Housetop» | 4:22     |  |
| 2.                                                   | «No Words» | 3:57     |  |
| 3.                                                   | «Barton Funk» | 2:08     |  |
| 4.                                                   | «Arrival and Return» | 3:00     |  |
| 5.                                                   | «Tiny Bow» | 2:55     |  |
| 6.                                                   | «Yuletide Fray» | 4:45     |  |
| 7.                                                   | «Bone & Marrow» | 1:22     |  |
| 8.                                                   | «A Christmas Peril» | 4:07     |  |
| 9.                                                   | «Wreck the Halls» | 4:08     |  |
| 10.                                                  | «Star of Wonder» | 1:50     |  |
| 11.                                                  | «Ruckus Around the Christmas Tree»                                                                                           | 1:57     |  |
| 12.                                                  | «Give 'Em Hell» | 3:02     |  |
| 13.                                                  | «I'm Sorry» | 2:02     |  |
| 14.                                                  | «Archer Enemies» | 2:27     |  |
| 15.                                                  | «Natasha» | 3:21     |  |
| 16.                                                  | «Lady Hawk» | 1:43     |  |
| 17.                                                  | «Quiver Bells» | 1:55     |  |
| 18.                                                  | «Save The City» (ft. Adam Pascal, Ty Taylor, Rory Donovan, Derek Klena, Bonnie Milligan, Christopher Sieber & Shayna Steele) | 4:26     |  |

## Marketing
El arte conceptual de la serie con diseños para los disfraces de los personajes se incluye en Expanding the Universe, un especial de Marvel Studios que debutó en Disney+ el 12 de noviembre de 2019. En enero de 2021, Marvel anunció su programa «Marvel Must Haves», que revelaría nuevos juguetes, juegos, libros, indumentaria, decoración para el hogar y otros productos relacionados con cada episodio de Hawkeye el lunes siguiente al estreno de un episodio. Un avance se lanzó el 13 de septiembre de 2021. Jeremy Mathai en /Film dijo que todo en el avance se veía "sorprendentemente encantador, desde el tono relajado y cómico" hasta la química entre Steinfeld y Renner. Estaba entusiasmado con las bajas apuestas de la historia de la serie con Barton tratando de llegar a casa para Navidad. Chaim Gartenberg de The Verge se sintió atraído por el "tono sorprendentemente ligero" del avance y sintió que la serie sacaría elementos de las películas navideñas Home Alone (1990) y Die Hard (1988). Sam Warner de NME describió el avance como un "primer vistazo festivo" a la serie y destacó el uso de la canción «It's the Most Wonderful Time of the Year». Stephen Iervolino, de Good Morning America, dijo que el avance era una mezcla de "acción, humor y escenas de espías con apariencia de 007". Ryan Parker, que escribe para The Hollywood Reporter, notó el tono único del avance que presentaba la serie como "más una comedia, un jugueteo navideño, aunque con un montón de acción". Christian Holub, de Entertainment Weekly, sintió que el escenario navideño agregó un "ambiente como el de Home Alone" a la serie y notó las muchas referencias del teaser a los cómics, particularmente a Fraction. El póster oficial de la serie se lanzó a fines de octubre, y John Lutz de Collider señaló la mayor inspiración del cómic de Fraction en los trajes usados por Barton y Bishop en el póster y los colores utilizados, así como el logotipo de la serie.
Un episodio de la serie Marvel Studios: Leyendas fue lanzado el 12 de noviembre de 2021, para la celebración del «Disney+ Day» de Disney+, explorando a Barton usando imágenes de sus apariciones en películas del UCM. Además, se lanzó una escena extendida en «Disney+ Day». En enero de 2021, Marvel anunció su programa "Marvel Must Haves", que revela nuevos juguetes, juegos, libros, ropa, decoración del hogar y otros productos relacionados con cada episodio de Hawkeye luego del lanzamiento de un episodio. La primera mercancía "Imprescindible" para los episodios comenzó el 26 de noviembre de 2021.

## Estreno
Hawkeye debutó con sus dos primeros episodios en Disney+, el 24 de noviembre de 2021. Los cuatro episodios restantes se estrenaron semanalmente y concluyeron el 22 de diciembre. Forma parte de la Fase Cuatro del UCM. Una proyección de estreno se llevó a cabo en Londres el 11 de noviembre de 2021, así como el 17 de noviembre en Los Ángeles en El Capitan Theatre.

## Recepción
El sitio web del agregador de reseñas, Rotten Tomatoes informó una calificación de aprobación del 92% con una calificación promedio de 7.55/10, basada en 85 reseñas. El consenso crítico del sitio dice: "Hawkeye comienza lentamente, pero la acción a nivel de calle es un cambio refrescante de ritmo para el MCU, y la química entre sus clientes potenciales brilla incluso cuando la trama se retrasa". Metacritic, que usa un peso ponderado de media, se le asignó una puntuación de 66 sobre 100 sobre la base de 27 críticas, lo que indica "críticas en general favorables".
Andrew Webster de The Verge sintió que Hawkeye era "algunas cosas diferentes", y agregó: "Es una oportunidad para pasar más tiempo con uno de los Vengadores menos conocidos, es una historia de origen para un héroe prometedor, y es un drama de detectives ambientado en medio del telón de fondo de la Navidad en la ciudad de Nueva York cuando el MCU agrega otro género a su envolvente pliegue ". Lo consideró junto a WandaVision y Loki como lo mejor del UCM en Disney+. Escribiendo para Empire, Laura Sirikul le dio a la serie 4 de 5 estrellas y la describió como "encantadora y llena de corazón". Richard Trenholm de Cnet le dio a la película una crítica positiva y señaló que "En general, Hawkeye no es un antihéroe torturado en busca de redención, todavía es el afable Jeremy Renner dando vueltas con aspecto de mal humor. Y el programa principalmente lo sabe, metiéndolo en escenas de acción que son más divertidas que peligrosas. El episodio 2 en particular tiene a Clint y Kate involucrados en un combate simulado que es divertido de ver en lugar de peligroso para su salud, un giro alegre en la fórmula descarnada de escena de acción en cada episodio."
Polly Conway de Common Sense Media calificó la miniserie con 4 de 5 estrellas y elogió la representación de mensajes positivos y modelos a seguir, escribiendo: "El trabajo duro, la perseverancia y el coraje son temas claros. No estás definido únicamente por tus elecciones y errores pasados. [...] Aunque tienen que hacer muchos sacrificios para lograrlo, los héroes están luchando por el bien mayor. Demuestran coraje, trabajo en equipo y perseverancia". Ben Travers de IndieWire le dio a la serie 'C-', sintiendo que estaba "más preocupado por preparar a Kate Bishop para futuras fases de MCU que por crear un problema digno del tiempo de dos héroes".

### Reconocimientos
La serie recibió el Sello de Representación Auténtica de la Ruderman Family Foundation por el papel de Cox como Maya López. El sello se otorga a películas y series que cuentan con actores con discapacidades que tienen al menos cinco líneas de diálogo. La serie también fue una de las 200 series de televisión que recibieron el ReFrame Stamp por los años 2021 a 2022. El sello es otorgado por la coalición de equidad de género ReFrame y la base de datos de la industria IMDbPro para proyectos de cine y televisión que han demostrado tener una contratación equilibrada de género, y los sellos se otorgan a proyectos que contratar a personas que se identifiquen como mujeres, especialmente mujeres de color, en cuatro de los ocho roles clave para su producción.
| Premio                                         | Fecha de ceremonia        | Categoría                                                                              | Receptor(es)                                                                                               | Resultado | Ref(s)  |
| ---------------------------------------------- | ------------------------- | -------------------------------------------------------------------------------------- | --- | --------- | ------- |
| Society of Camera Operators Awards             | 5 de marzo de 2022        | Operador de cámara del año - TV                                                        | Mike Froehlich y Remi Tournoi                                                                              | Nominado  | [ 126 ] |
| Visual Effects Society Awards                  | 8 de marzo de 2022        | Mejor ambiente creado en un episodio                                                   | "Manhattan Bridge" – Nicholas Hodgson, David Abbott, Nick Cattell y Jin Choi (por «Echoes»                 | Nominados | [ 127 ] |
| Visual Effects Society Awards                  | 8 de marzo de 2022        | Mejor ambiente creado en un episodio                                                   | "Rockefeller Center" – John O’Connell, Tiffany Yung, Orion Terry, Ho Kyung Ahn (Por So This Is Christmas?) | Nominados | [ 127 ] |
| Critics' Choice Super Awards                   | 17 de marzo de 2022       | Mejor serie de superhéroes                                                             | Hawkeye | Nominado  | [ 128 ] |
| Critics' Choice Super Awards                   | 17 de marzo de 2022       | Mejor actriz en serie de superhéroes                                                   | Hailee Steinfeld                                                                                           | Nominada  | [ 128 ] |
| Critics' Choice Super Awards                   | 17 de marzo de 2022       | Mejor villano en una serie                                                             | Vincent D'Onofrio                                                                                          | Nominado  | [ 128 ] |
| Cinema Audio Society Awards                    | 19 de marzo de 2022       | Película no teatral o serie limitada                                                   | Hawkeye («Echoes») – Pud Cusack, Thomas Myers, Danielle Dupre, Casey Stone, Doc Kane y Kevin Schultz       | Nominado  | [ 129 ] |
| Nickelodeon Kids' Choice Awards                | 9 de abril de 2022        | Estrella de TV masculino favorito                                                      | Jeremy Renner                                                                                              | Nominado  | [ 130 ] |
| Nickelodeon Kids' Choice Awards                | 9 de abril de 2022        | Estrella de TV femenina favorita                                                       | Hailee Steinfeld                                                                                           | Nominada  | [ 130 ] |
| Premios Hollywood Critics Association de la TV | 14 de agosto de 2022      | Mejor Actriz en una Serie Streaming, Comedia                                           | Hailee Steinfeld                                                                                           | Nominada  | [ 131 ] |
| Premios Hollywood Critics Association de la TV | 14 de agosto de 2022      | Mejor Actriz de Reparto en una Serie Streaming, Comedia                                | Florence Pugh                                                                                              | Nominada  | [ 131 ] |
| Premios Primetime Creative Arts Emmy           | 3–4 de septiembre de 2022 | Mejor coordinación de acrobacias para una serie de comedia o un programa de variedades | Heidi Moneymaker y Noon Orsatti                                                                            | Nominadas | [ 132 ] |
| Premios Primetime Creative Arts Emmy           | 3–4 de septiembre de 2022 | Mejor actuación de acrobacias                                                          | Carl Richard Burden, Noon Orsatti, Renae Moneymaker, y Crystal Hooks (por «Echoes»                         | Nominados | [ 132 ] |
| Premios Saturn                                 | 25 de octubre de 2022     | Mejor serie de eventos limitados (Streaming)                                           | Hawkeye | Nominada  | [ 133 ] |
| Premios Saturn                                 | 25 de octubre de 2022     | Mejor actuación de una actriz más joven (Streaming)                                    | Hailee Steinfeld                                                                                           | Nominada  | [ 133 ] |
| Premios Saturn                                 | 25 de octubre de 2022     | Mejor actuación invitada en una serie de Streaming                                     | Tony Dalton                                                                                                | Nominado  | [ 133 ] |

#### Campaña de premios Emmy
Para abril de 2022, Marvel Studios y Disney planearon presentar Hawkeye en las diversas categorías de series limitadas para los Primetime Emmy Awards, pero finalmente presentaron la serie para Mejor serie de comedia y categorías de comedia relacionadas. Los comentaristas sintieron que este cambio abrió la posibilidad de que la serie recibiera una segunda temporada.

## Documental especial
En febrero de 2021, se anunció la serie documental Marvel Studios: Assembled. Cada especial va detrás de escena de la realización de las películas y series de televisión del UCM con miembros del elenco y creativos adicionales. El especial de esta serie, Assembled: The Making of Hawkeye, con Renner, se estrenó en Disney+, el 9 de febrero de 2022. Originalmente estaba previsto que se estrenara el 19 de enero de 2022.

## Serie derivada
Una serie derivada protagonizada por Alaqua Cox como Maya Lopez / Echo estaba en desarrollo temprano para Disney+ en marzo de 2021, con Etan Cohen y Emily Cohen progrmados para escribir y ser productores ejecutivos. Echo se anunció oficialmente más tarde en noviembre, cuando se reveló que Marion Dayre se desempeñaba como escritora principal. Sydney Freeland y Catriona McKenzie dirigen la serie. McClarnon y D'Onofrio retoman sus papeles de Hawkeye, y se les une Charlie Cox como Matt Murdock / Daredevil, retomando su papel de los medios anteriores del MCU. Chaske Spencer, Tantoo Cardinal, Devery Jacobs, Cody Lightning y Graham Greene también protagonizan. El primer episodio emplea flashbacks para ayudar a explicar la historia de fondo de López, incluidas sus apariciones en Hawkeye, con Renner apareciendo a través de material de archivo. Echo se estrenó simultáneamente en Disney+ y Hulu en su totalidad el 9 de enero de 2024, como parte de la Fase Cinco y bajo del banner «Marvel Spotlight».